# Stazione di Celle Bulgheria-Roccagloriosa
La stazione di Celle Bulgheria-Roccagloriosa è una stazione ferroviaria posta sulla linea Battipaglia-Reggio Calabria. Serve i centri abitati di Celle di Bulgheria e di Roccagloriosa.